# Himantura pastinacoides
Himantura pastinacoides  (лат.) — малоизученный вид рода хвостоколов-гимантур из семейства хвостоко́ловых отряда хвостоколообразных надотряда скатов. Они обитают в тропических прибрежных водах восточно-центральной части Тихого океана. Встречаются на глубине до 30 м. Максимальная зарегистрированная ширина диска 80 см. Грудные плавники этих скатов срастаются с головой, образуя овальный диск. Окраска дорсальной поверхности диска ровного сероватого или коричневатого цвета. Хвост намного длиннее диска. Является объектом коммерческого и кустарного лова. Вид страдает от интенсивного рыбного промысла и ухудшения условий среды обитания. Подобно прочим хвостоколообразным Himantura pastinacoides размножаются яйцеживорождением. Эмбрионы развиваются в утробе матери, питаясь желтком и гистотрофом. 

## Таксономия и филогенез
Впервые новый вид был научно описан в 1852 году как Trygon pastinacoides голландским ихтиологом Питером Блекером. Видовой эпитет происходит от слов лат. pastinaca — «пастернак» и  др.-греч. εἶδος — «похожий», «близкородственный». Возможным синонимом является Himantura pareh.
Himantura pastinacoides принадлежит к комплексу видов, в который также входят H. chaophraya, Himatura granulata, Himantura hortlei, Himantura lobistoma и Himantura uarnacoides.

## Ареал и места обитания
Himantura pastinacoides широко распространены в Индо-Малайском архипелаге, включая Борнео, Яву и Суматру. Они обитают в прибрежных водах Сабаха и Саравака, Малайзия. Данные о присутствии этого вида у побережья Шри-Ланки требуют подтверждения. Эти скаты встречаются у берега на континентальном шельфе, на глубине до 30 м. Заплывают в лагуны, в образованные эстуариями крупных рек и в мангровые заросли. 

## Описание
Грудные плавники этих скатов срастаются с головой, образуя овальный диск. Передний край сходится под тупым углом. кончик рыла слегка выступает за край диска. Позади глаз расположены брызгальца. На вентральной поверхности диска имеются 5 пар жаберных щелей, рот и ноздри. Между ноздрями пролегает лоскут кожи с бахромчатым нижним краем. Мелкие притуплённые зубы выстроены в шахматном порядке и образуют плоскую поверхность. Кожные складки на хвостовом стебле отсутствуют. На дорсальной поверхности хвостового стебля расположен тонкий шип, соединённый протоками с ядовитой железой. Хвост намного превосходит длину диска. Максимальная зарегистрированная ширина диска самок 80 см.

## Биология
Подобно прочим хвостоколообразным Himantura pastinacoides  относится к яйцеживородящим рыбам. Эмбрионы развиваются в утробе матери, питаясь желтком и гистотрофом. Помёт малочисленный. Ширина диска зародышей на поздней стадии развития около 15—16 см. Самцы достигают половой зрелости при ширине диска 43—46 см. 

## Взаимодействие с человеком
Himantura pastinacoides являются объектом целевого лова. Их добывают с помощью тралов и жаберных сетей. Используют мясо, кожу и хрящи. Вид страдает от интенсивного промысла и ухудшения условий среды обитания, обусловленного антропогенными факторами. Международный союз охраны природы присвоил этому виду  статус сохранности «Уязвимый». 